# Spa Nishiura Motor Park
Der Spa Nishiura Motor Park (jap. スパ西浦モーターパーク, Supa Nishiura Motāpāku), auch bekannt als SNMP, ist eine Motorsport-Rennstrecke im Ortsteil Nishiura von Gamagōri, Präfektur Aichi, Japan, die vorrangig für Trackdays und Clubrennserien in Gebrauch ist.

## Streckenbeschreibung

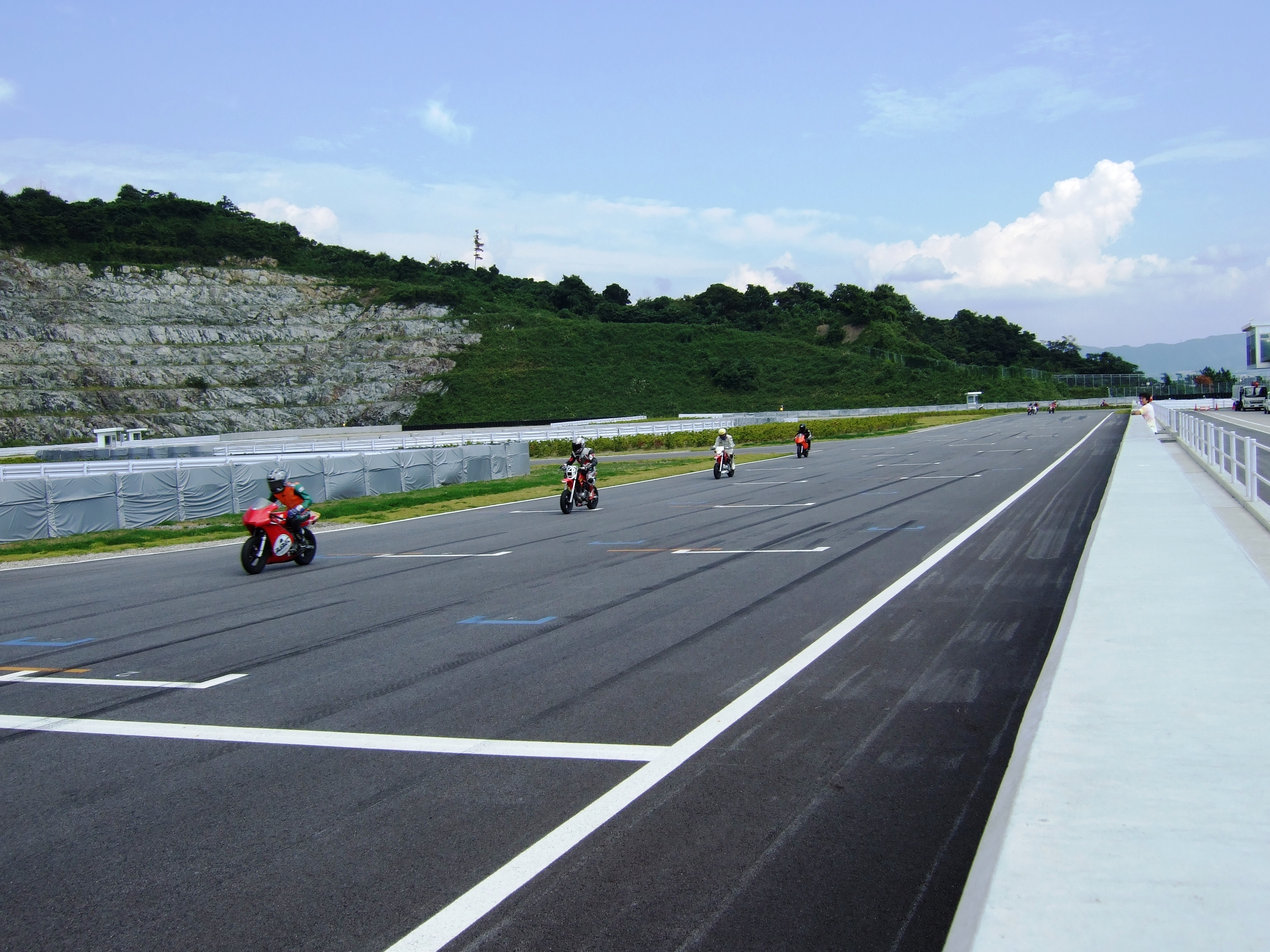
Die Start-und-Ziel-Gerade mit Blick auf die Anhöhen.

Der Spa Nishiura Motor Park befindet sich auf der Nishiura-Halbinsel und liegt direkt an der Mikawa-Bucht. Sie wurde 2007 auf dem Gelände eines ehemaligen Steinbruchs errichtet.
Der im Uhrzeigersinn zu befahrene Kurs liegt im Mikawa-Bucht-Nationalpark zwischen dem Küstenstreifen und einer Anhöhe. Die Strecke ist 1,561 Kilometer lang und bis zu 12 Meter breit. Es gibt elf Kurven, eine Brücke und eine kleine Höhendifferenz. Die Boxenanlage umfasst 20 Boxen mit einer Fläche von 6 × 5 m. Die Strecke kann in 2 unabhängig voneinander zu betreibenden Abschnitten – dem Nord- und dem Südkurs – unterteilt werden, wodurch die Nutzung für Automobil-Motorsport, aber auch für Motorräder und Karts möglich ist. Es gibt keine Zuschauertribünen dafür steht Besuchern der Platz auf dem Boxendach zur Verfügung.
Die Rennstrecke befindet sich in der Nähe einer Wohnsiedlung, deswegen dürfen nur Fahrzeuge, die leiser als 95 dB sind, die Strecke befahren.
Auf der Rennstrecke finden unter anderem regelmäßig Läufe der Tōkai GT-Serie und K-Serie statt. Außerdem kann die Strecke auch privat genutzt werden. Automobil- und Motorradhersteller wie Toyota, Mitsubishi, Yamaha und Suzuki nutzen den Kurs zu Testzwecken.